# Agrilus huachucae
Agrilus huachucae är en skalbaggsart som beskrevs av Schaeffer 1905. Agrilus huachucae ingår i släktet Agrilus och familjen praktbaggar. Inga underarter finns listade i Catalogue of Life.